# زیردریایی کلاس-آر
زیردریایی کلاس-آر ممکن است به یکی از موارد زیر اشاره داشته باشد:
- زیردریایی کلاس-آر (ایالات متحده آمریکا)
- زیردریایی کلاس-آر (ایتالیا)
- زیردریایی کلاس-آر (بریتانیا)